# Kendall Marshall
Kendall Dewan Marshall (nacido el 19 de agosto de 1991 en Dumfries, Virginia) es un exbaloncestista profesional estadounidense. Con 1,93 metros de estatura, jugaba en la posición de base.

## Trayectoria deportiva

### Universidad

#### Año sophomore
El 11 de noviembre de 2011 disputó un encuentro ante la Universidad Estatal de Míchigan en el USS Carl Vinson, el portaviones que trasladó el cadáver de Osama bin Laden. Los Tar Heels se impusieron por  55-67 y Marshall aportó 6 puntos, 5 asistencias y 4 rebotes. Fue galardonado con el Premio Bob Cousy al mejor base universitario, convirtiéndose en el tercer base de North Carolina en ganar dicho premio y en el segundo sophomore después de D.J. Augustin.

#### Estadísticas
| Año     | Equipo         | PJ | PT | MPP  | %TC  | %3P  | %TL  | RPP | APP | ROB | TPP | PPP |
| ------- | -------------- | -- | -- | ---- | ---- | ---- | ---- | --- | --- | --- | --- | --- |
| 2010–11 | North Carolina | 37 | 20 | 24.6 | .420 | .354 | .690 | 2.1 | 6.2 | 1.1 | 0.1 | 6.2 |
| 2011–12 | North Carolina | 36 | 36 | 33.0 | .467 | .385 | .696 | 2.6 | 9.8 | 1.2 | 0.2 | 8.1 |
| Total   |                | 73 | 56 | 28.8 | .445 | .366 | .693 | 2.3 | 8.0 | 1.1 | 0.1 | 7.2 |

### NBA

#### Phoenix Suns
Una vez terminado su segundo año universitario, Marshall anunció que se presentaría al Draft de la NBA. Fue elegido en decimotercera posición por los Phoenix Suns, firmando un contrato por dos temporadas. Solo disputó un minuto en su debut como profesional con los de Arizona, en el que no hizo ningún registro. A finales de noviembre de 2012 fue asignado a los Bakersfield Jam de la D-League, regresando a los Suns en diciembre.
El 26 de octubre de 2013, Marshall fue traspasado junto con Malcolm Lee, Marcin Gortat, Shannon Brown y una primera ronda del Draft a los Washington Wizards a cambio de Emeka Okafor. Sin embargo, tres días después tanto él como Lee y Brown fueron cortados por la franquicia capitalina.

#### Los Angeles Lakers
Tras haber sido cortado por los Wizards, Marshall firmó con los Delaware 87ers de la Liga de Desarrollo. Unas semanas más tarde, Los Angeles Lakers decidieron contratarle ante las lesiones de sus jugadores en el puesto de base. El 21 de diciembre de 2013 disputó su primer partido con la franquicia californiana anotando tres puntos en seis minutos. Apenas tuvo protagonismo en los partidos siguientes, aunque a finales de año aumentaron poco a poco sus minutos en pista. Finalmente en enero de 2014 Kendall Marshall jugó su primer partido de titular ante los Utah Jazz, encestando 20 puntos y repartiendo 15 asistencias, récords personales hasta ese momento. En el encuentro siguiente aportó 9 puntos, 6 rebotes y 17 asistencias, convirtiéndose en el primer jugador de los Lakers en lograr esos números desde Magic Johnson en 1991.
El 18 de julio de 2014, fue despedido por los Lakers.

#### Milwaukee Bucks
En julio de 2014, Marshall firmó un contrato con los Milwaukee Bucks.

## Estadísticas de su carrera en la NBA

### Temporada regular
| Año     | Equipo       | PJ  | PT | MPP  | %TC  | %3P  | %TL  | RPP | APP | ROB | TPP | PPP |
| ------- | ------------ | --- | -- | ---- | ---- | ---- | ---- | --- | --- | --- | --- | --- |
| 2012-13 | Phoenix      | 48  | 3  | 14.6 | .371 | .315 | .571 | .9  | 3.0 | .5  | .1  | 3.0 |
| 2013-14 | L.A. Lakers  | 54  | 45 | 29.0 | .406 | .399 | .528 | 2.9 | 8.8 | .9  | .1  | 8.0 |
| 2014-15 | Milwaukee    | 28  | 3  | 14.9 | .455 | .391 | .888 | 1.0 | 3.1 | .8  | .0  | 4.2 |
| 2015-16 | Philadelphia | 30  | 6  | 13.3 | .364 | .327 | .692 | .9  | 2.4 | .5  | .1  | 3.7 |
| Total   |              | 160 | 57 | 19.3 | .399 | .370 | .611 | 1.6 | 4.9 | .7  | .1  | 5.0 |

## Selección nacional
Marshall fue miembro de la selección de baloncesto de Estados Unidos que ganó el Campeonato FIBA Américas de 2017.